# Exequiel Palacios
Exequiel Alejandro Palacios (* 5. Oktober 1998 in Famaillá) ist ein argentinischer Fußballspieler. Er stammt aus der Jugend von River Plate, für das er zwischen 2015 und 2019 in der ersten Mannschaft eingesetzt wurde. Seit Beginn der Rückrunde zur Saison 2019/20 steht er beim deutschen Bundesligisten Bayer 04 Leverkusen unter Vertrag.
Seit September 2018 ist Palacios Nationalspieler seines Landes. Zweimal wurde er Copa-América-Sieger und 2022 Weltmeister.

## Vereinskarriere
Exequiel Palacios stammt aus der Jugend des mehrfachen argentinischen Meisters River Plate. 2015 kam er erstmals in der ersten Mannschaft zum Einsatz. Am 8. November des Jahres debütierte er im Profifußball durch eine Einwechslung zur Halbzeit für Lautaro Arellano bei der 0:2-Heimniederlage gegen die Newell’s Old Boys. Mit dem Verein gewann der Mittelfeldspieler je einmal die Copa Libertadores, Recopa Sudamericana sowie Copa Argentina.
Zum 1. Januar 2020 wechselte Palacios zum deutschen Bundesligisten Bayer 04 Leverkusen. Beide Parteien einigten sich auf einen Vertrag mit einer Laufzeit bis Mitte 2025. Da Palacios in seinem letzten Pflichtspiel für River Plate am 8. Dezember 2019 im Heimspiel gegen den Club Atlético San Lorenzo de Almagro in der 77. Spielminute eine Rote Karte hinnehmen musste, wurde er vom argentinischen Verband mit einer Sperre von drei Pflichtspielen belegt. Die Sperre blieb nach dem Wechsel nach Leverkusen erhalten, wodurch er die ersten drei Partien in der Bundesliga nicht eingesetzt werden durfte. Palacios gab schließlich sein Pflichtspieldebüt für die Werkself am 5. Februar 2020 im Achtelfinale des DFB-Pokals beim 2:1-Sieg gegen den VfB Stuttgart. 2024 gewann er mit Leverkusen die erste Deutsche Meisterschaft der Vereinsgeschichte.

## Nationalmannschaft
Palacios spielte erstmals im September 2018 für die argentinische Nationalmannschaft in einem Freundschaftsspiel in den Vereinigten Staaten gegen Guatemala.
Beim 1:0-Finalsieg am 10. Juli 2021 über Titelverteidiger Brasilien gewann er mit seiner Mannschaft die Copa América 2021. In dem Turnier bestritt er vier Spiele, davon einmal in der Startelf. Bei der Fußball-WM 2022 in Katar erspielten sich die Argentinier den Titel. Palacios war im Turnierkader Einwechselspieler und kam in drei von sieben Spielen zum Einsatz.

## Persönliches
Palacios’ Familie zog aus der nordwestargentinischen Provinz Tucumán in die Hauptstadt Buenos Aires, als er noch ein Säugling war.

## Titel
Nationalmannschaft
- Weltmeister: 2022
- Copa-América-Sieger: 2021, 2024
- Finalissima-Sieger: 2022

Bayer Leverkusen
- Deutscher Meister: 2024
- Deutscher Pokalsieger: 2024

River Plate
- Copa Libertadores: 2018
- Recopa Sudamericana: 2019
- Copa Argentina: 2019